# Loubaut
Loubaut település Franciaországban, Ariège megyében. Lakosainak száma 28 fő (2022. január 1.). Loubaut La Bastide-de-Besplas, Méras, Latour és Montesquieu-Volvestre községekkel határos.

## Népesség
A település népességének változása:
| Lakosok száma | 30   | 19   | 31   | 30   | 28   | 28   | 28   | 26   | 24   | 28   |
|               | 1968 | 1982 | 1990 | 2006 | 2013 | 2015 | 2017 | 2019 | 2020 | 2022 |